# 바오로의 특전

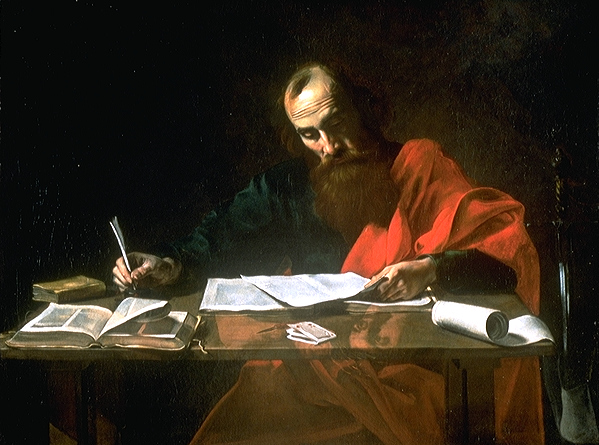
보우루그네 발렌티안의 작품 서신서를 쓰는 사도 파울로스

바오로의 특전 (privilegium Paulinum)이란 결혼을 하였으나 세례를 받지 않는 사람들의 이혼을 교회가 허락하는 것을 말한다. 사도 바울로의 특권은 고린토인들에게 보낸 첫째 편지에 나타난 바울로의 교훈으로부터 가져온 개념이다.
고린토인들에게 보낸 첫째 편지 제7장 11~15절
11 ─ 만일 헤어졌으면 혼자 지내든가 남편과 화해해야 합니다. ─ 그리고 남편은 아내를 버려서는 안 됩니다.
12 그 밖의 사람들에게는 주님이 아니라 내가 말합니다. 어떤 형제에게 신자 아닌 아내가 있는데 그 아내가 계속 남편과 함께 살기를 원하면, 그 아내를 버려서는 안 됩니다.
13 또 어떤 부인에게 신자 아닌 남편이 있는데 그가 계속 아내와 함께 살기를 원하면, 그 남편을 버려서는 안 됩니다.
14 신자 아닌 남편은 아내로 말미암아 거룩해졌고, 신자 아닌 아내는 그 남편으로 말미암아 거룩해졌기 때문입니다. 그렇지 않으면 여러분의 자녀도 더러울 터이지만, 사실은 그들도 거룩합니다.
15 그러나 신자 아닌 쪽에서 헤어지겠다면 헤어지십시오. 그러한 경우에는 형제나 자매가 속박을 받지 않습니다. 하느님께서는 여러분을 평화롭게 살라고 부르셨습니다.